# Vettor Sandi
Vettor Sandi, auch Vettore oder Vettore Felice (* 31. August 1703 in Venedig; † 16. Juni 1784 ebenda) war ein venezianischer Gelehrter, Advokat und Historiker, der dem städtischen Adel angehörte. Sein Hauptwerk beschreibt den komplexen Apparat der Magistraturen und versucht seine Entwicklung nachzuzeichnen. Zugleich diente es dem Lob der venezianischen Verfassung und ihrer Organe.

## Leben und Werk

### Herkunft

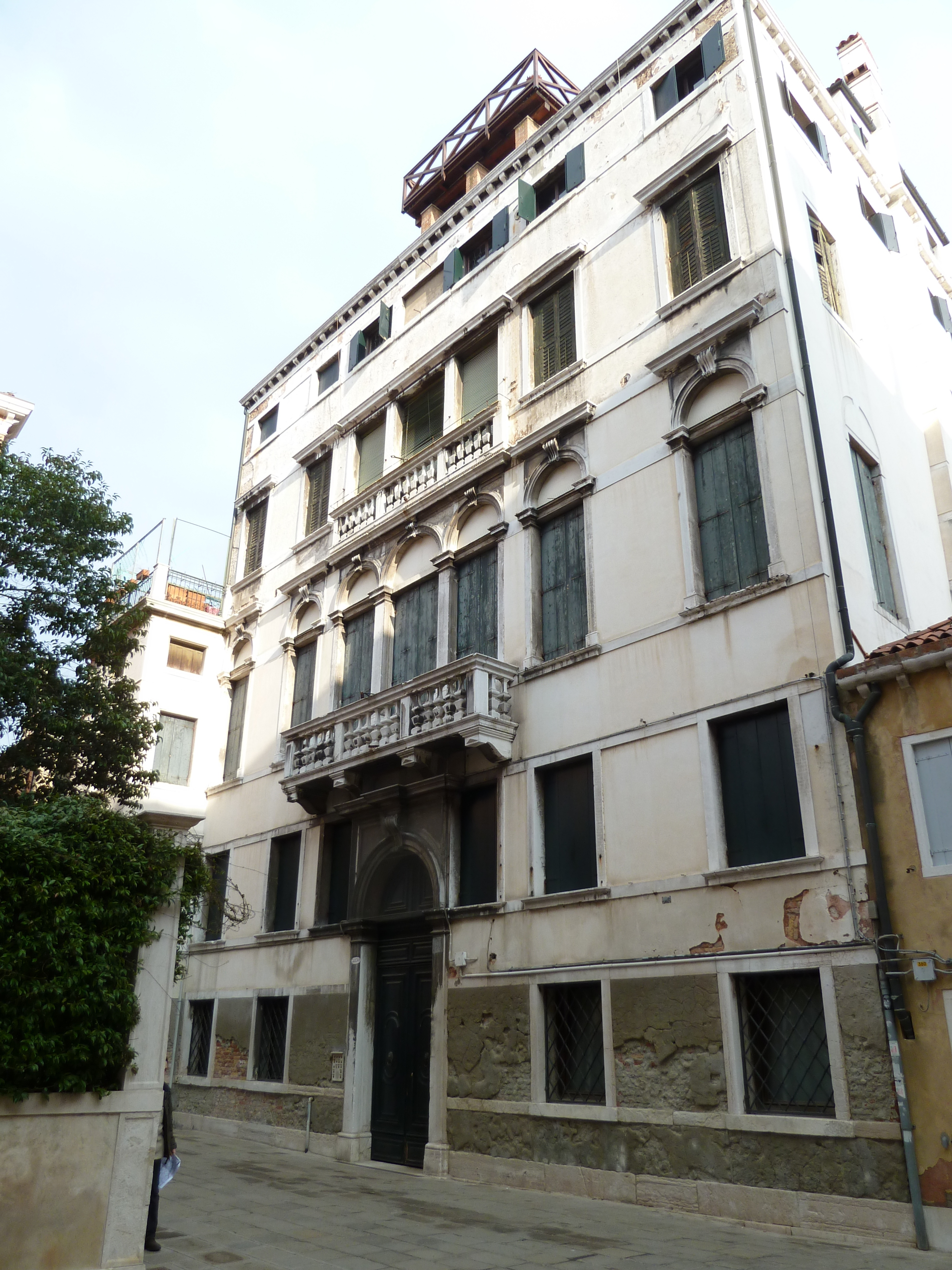
Domenico Rossi: Palazzo Sandi, 1721

Vettor Sandi wurde als ältester der vier Söhne des Tommaso di Vettore († 1743) und der Chiara di Santo Nosadini geboren. Seine Familie, die aus Feltre stammte, hatte sich 1685 für 100.000 Dukaten in den venezianischen Adel eingekauft. Diese Möglichkeit war durch den Krieg um Candia gegen das Osmanenreich und den Moreakrieg geschaffen worden, denn die Republik Venedig brauchte dringend Geldmittel.
Sowohl Vettors gleichnamiger Onkel, als auch sein Vater waren Advokaten, eine Tradition, die von den vier Söhnen nur Vettor fortsetzte. Dessen Vater Tommaso war an den Gerichten von San Marco beschäftigt, dann arbeitete er in der Fiskalgerichtsbarkeit, und er stieg 1732 zum Avogadore di Comun auf. Diese Position füllte er bis zu seinem Tod im Jahr 1743 aus.

### Private Studien, Advokat (1726–1769), Ämterverweigerung und Familienskandale
Vettor Sandi verließ niemals Venedig, außer für kurze Landaufenthalte. Seine humanistischen Studien absolvierte er, ebenso wie seine juristischen, in der reichhaltigen Bibliothek im väterlichen Palazzo Sandi a S. Angelo, ein Werk des Architekten Domenico Rossi. Einige der Fresken stammen von Giambattista Tiepolo.
Am 22. Dezember 1726 wurde er, wie sein Vater, Advokat in San Marco. Er blieb dort bis 1769. 1734 heiratete er in San Giorgio Maggiore Elisabetta Donà (di Giustino). Am 29. April 1735 kam ihr Sohn Tommaso zur Welt, doch starb die Mutter bereits im folgenden Jahr. Aus seiner Studienruhe wurde Sandi beinahe herausgerissen, als er am 19. Januar 1755, inzwischen über 50, zum Podestà und Capitano von Crema gewählt wurde. Doch lehnte er die Position mit der Begründung ab, er müsse sich um seine Mutter kümmern, und außerdem um die Verheiratung seines Sohnes mit Elena Flangini (di Marco).
Ab 1743 war Vettor Sandi mit einer komplizierten Angelegenheit beschäftigt, denn sein Vater hatte eine Geliebte gehabt, und ein Sohn war zur Welt gekommen. Er war im Ospedale della Pietà auf den Namen Francesco Melchiori getauft worden. Dabei ging es um den Unterhalt der Witwe und des Kindes (das früh starb), und die in Parma lebten und von einem Anwalt unterstützt wurden, der mit der Geliebten des Vaters verwandt war. Da Sandi die Schädigung seines Rufes und hohe Kosten fürchtete, wandte er sich im Frühjahr 1756 um eine Entscheidung an die Inquisitori di Stato, die Staatsinquisitoren. Diese ließen die Frau und ihr Kind aus Venedig entfernen, wohin sie übergesiedelt waren. Außerdem kam es zur Verhaftung seines Schwagers Giustin II in Dalmatien und einer Verurteilung wegen Betrugs am Magistrat.
Nun wurde er im April 1760 erneut in ein hohes Amt gewählt, denn er sollte erneut nach Crema gehen, ins Grenzgebiet gegen Mailand. Neben den oben genannten familiären Problemen, die seine Anwesenheit erforderten, berief er sich auf die gleichen Gründe, wie fünf Jahre zuvor. Damit aber wurde seine Reputation weiter beschädigt. Selbst die politische Karrieres seines Sohnes, der Podestà in Bergamo, dann in Brescia wurde, schließlich Mitglied des Senats, später sogar Mitglied des Rates der Zehn wurde, konnte daran nichts ändern.

### Anwalt des Fiskus (1760–1784), Historiker, Hauptwerk
Am 28. November 1760 wurde er dennoch zu einem der beiden Fiskalanwälte gewählt, deren Aufgabe darin bestand, die ökonomischen und vor allem finanziellen Interessen des Staates bei allen venezianischen Richtern zu vertreten. Dieser Aufgabe fühlte sich Sandi bis zu seinem Tod verpflichtet, also fast ein Vierteljahrhundert lang.
Während es Sandi also ein Leben lang gelungen war, sich den für den Adel verpflichtenden Ämtern zu entziehen, teilte er sein Leben zwischen den Gerichtshöfen auf der einen Seite und den Archiven und Bibliotheken auf der anderen Seite auf. Er wuchs so zum Rechtskundigen, zum Gelehrten und zum Historiker heran.
1752 erschien ein schmales Bändchen bei Andrea Poletti unter dem Titel Prospetto di storia civile della Repubblica di Venezia. Sein Hauptwerk erschien 1755 bis 1756 bei Sebastian Coleti. Es handelte sich um seine Principj di storia civile della Repubblica di Venezia dalla fondazione sino all’anno del N.S. 1700. Das Werk erläutert die zahllosen Magistraturen, die sich über fast ein Jahrtausend entwickelt hatten, und die ein Ausdruck der Weisheit und des politischen Weitblicks des venezianischen Adels waren, wie er glaubte. Dieses Opus wurde 1769 bis 1772 durch die bei Sebastian Coleti erschienenen Principi di storia civile della Repubblica di Venezia dall’anno del N.S. 1700 sino all’anno 1767 vervollkommnet.
Wenig zuvor hatte sich Sandi zu einer Spottschrift hinreißen lassen, die 1767 unter dem Titel Estratti della storia veneziana del sig. abb. Laugier ed osservazioni sopra gli stessi erschienen waren, die sogleich von den Staatsinquisitoren eingezogen wurde. Diese ursprünglich französische Schrift (Histoire de la republique de Venise depuis sa fondation jusqu’a present) erschien ab 1758 in Paris in zehn Bänden. Auslöser war nun, dass sie auch auf Italienisch erschienen war, 1778 sogar in zweiter Auflage. Geeigneter, um jener Schrift des Marc-Antoine Laugier zu widersprechen, die das venezianische Herrschaftssystem angegriffen hatte, war demnach sein Hauptwerk, das dieses historisch gewachsene System zu rechtfertigen und zu verteidigen suchte.

## Werke
- Prospetto di storia civile della Repubblica di Venezia, Andrea Poletti, Venedig 1752. (Digitalisat)
- Principj Di Storia Civile Della Repubblica Di Venezia : Dalla Sua Fondazione Sino All’Anno Di N.S. 1700. (alle Bände bei Coleti, Venedig)
  - 1,1, Della Parte Prima Che Contiene I Tempi Sin Al 1300 Volume Primo Sino Al 1000., 1755 (Digitalisat)
  - 1,2 Della Parte Prima Che Contiene I Tempi Sin Al 1300 Volume Secondo Dall’Anno 1000. Sino Al 1300., 1755. (Digitalisat)
  - 2,1, Della Parte Seconda Che Contiene I Tempi Sin Al 1500. Volume Primo Dall’Anno 1300. Sino Al 1450., 1755. (Digitalisat)
  - 2,2, Della Parte Seconda Che Contiene I Tempi Sino Al 1500. Volume Secondo Dall’Anno 1450. Sino Al 1500., 1756. (Digitalisat)
  - 3,1, Della Parte Terza Che Contiene I Tempi Dal 1500. Al 1700. Volume Primo Dall’Anno 1500. Sino Al 1530., 1756. (Digitalisat)
  - 3,2, Della Parte Terza Che Contiene I Tempi Dal 1500. Al 1700. Volume Secondo Dall’Anno 1530. Sino Al 1700., 1756. (Digitalisat)
  - 4,1, Dall'anno di N. S. 1700. sino all’anno 1767., 1769. (Digitalisat)
  - 4,2, Dall'anno di N. S. 1700. sino all’anno 1767., 1771. (Digitalisat)
  - 4,3, Dall'anno di N. S. 1700. sino all’anno 1767., 1772. (Digitalisat)
- Estratti della storia veneziana del sig. abb. Laugier ed osservazioni sopra gli stessi, Antonio Zatta, Venedig 1769. (Digitalisat)
- Notizie storiche della città di Belluno di Vettor Sandi. Nobile veneto del XVIII secolo, Belluno 1759 (ND durch Paolo Doglioni). (Google Books)